# Dendryphantes caporiaccoi
Dendryphantes caporiaccoi är en spindelart som beskrevs av Roewer 1951. Dendryphantes caporiaccoi ingår i släktet Dendryphantes och familjen hoppspindlar. Inga underarter finns listade i Catalogue of Life.